# Ryan Moseley
Ryan Moseley (* 8. Oktober 1982 in Bridgetown) ist ein österreichischer Sprinter barbadischer Herkunft.
Er begann seine Leichtathletikkarriere 2002 und absolvierte seine Starts hauptsächlich in Großbritannien. 2004 heiratete er eine Österreicherin und erhielt am 16. April 2008 die österreichische Staatsbürgerschaft. Bereits im Februar 2008 war er Österreichischer Staatsmeister im 60-Meter-Lauf in der Halle geworden. Im selben Jahr gewann er außerdem die nationalen Freiluft-Titel im 100- und 200-Meter-Lauf. Allerdings verpasste er die angestrebte Qualifikation für die Olympischen Spiele in Peking.
2009 verteidigte Moseley seine Titel über 60 und 100 Meter. Er belegte bei den Halleneuropameisterschaften in Turin im 60-Meter-Lauf den achten Platz. Bei den Militär-Weltmeisterschaften in Sofia gewann er die Silbermedaille im 100-Meter-Lauf. Dabei stellte er eine neue persönliche Bestleistung von 10,21 s auf und schob sich in der Ewigen Bestenliste des ÖLV auf Platz zwei hinter Andreas Berger (10,15 s). Dagegen schied Moseley bei den Weltmeisterschaften in Berlin über dieselbe Distanz mit einer Zeit von 10,58 s bereits in der Vorrunde aus.
2010 qualifizierte er sich als Österreichischer Hallenmeister im 60-Meter-Lauf für die Hallenweltmeisterschaften in Doha. Dort erreichte er die Halbfinalrunde. Bei den Leichtathletik-Europameisterschaften 2010 in Barcelona erreichte er den neunten Platz im 100-Meter-Lauf. Seine 10,27 s waren die schnellste Zeit der Geschichte, mit der sich ein Sportler nicht für ein Europameisterschaftsfinale qualifizieren konnte. Im 200-Meter-Lauf schied er dagegen bereits in der ersten Runde aus.
Bei den Leichtathletik-Halleneuropameisterschaften 2011 in Paris wurde Moseley im 60-Meter-Lauf Achter.
Ryan Moseley ist 1,85 m groß und hat ein Wettkampfgewicht von 78 kg. Er startet für Union Salzburg Leichtathletik und wird von Clarence Callender trainiert. Der frühere Bauingenieur Moseley ist Soldat im Heeressportzentrum des österreichischen Bundesheers.

## Bestleistungen
- Freiluft:
  - 100 m: 10,18 s, 4. Juni 2010, Oslo
  - 200 m: 20,83 s, 3. Mai 2009, Irvine
- Halle:
  - 60 m: 6,63 s, 3. Februar 2009, Wien